# اس‌اس سنگلا
اس‌اس سنگلا (به انگلیسی: SS Sangola) یک کشتی بود که طول آن ۴۱۰٫۸ فوت (۱۲۵٫۲ متر) بود.